# U-Bahn-Station Dresdner Straße

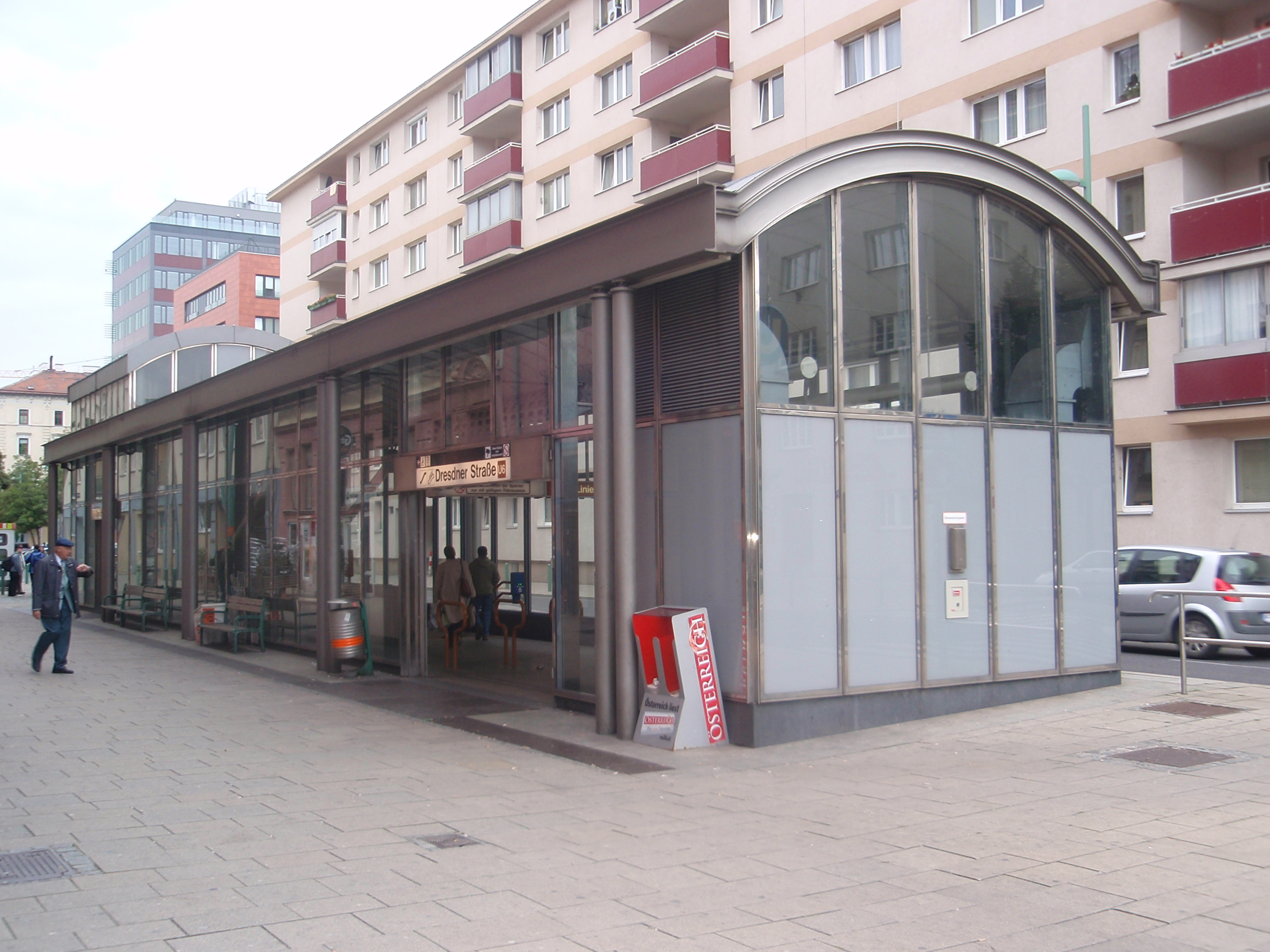
Stationsgebäude

Die Station Dresdner Straße ist eine unterirdische U-Bahn-Station der Wiener U-Bahn-Linie U6 im 20. Wiener Gemeindebezirk Brigittenau. Sie wurde im Zuge der Eröffnung des zweiten Teilstücks der U6 Spittelau–Floridsdorf am 4. Mai 1996 eröffnet. Namensgeber ist die 1875 nach der sächsischen Landeshauptstadt Dresden benannte Straße. 
Die Station liegt in zweifacher Tieflage direkt unter der Hellwagstraße. Ausgänge führen durch kleine Aufnahmegebäude auf die Hellwagstraße und auf die Pasettistraße. Sie verfügt über einen Mittelbahnsteig, über Rolltreppen und Aufzüge und ist somit barrierefrei zu erreichen. Die Straßenzüge um die Ausgänge sind als Fußgängerzonen bzw. verkehrsberuhigt angelegt. 
Die U-Bahn-Station wird von der Meldemannstraße gekreuzt, wo sich zwischen 1905 und 2003 das Obdachlosenasyl Männerwohnheim Meldemannstraße befand, das wegen des zwischen 1910 und 1913 hier lebenden jungen Adolf Hitler Berühmtheit erlangte. Im Jahr 2003 wurde es geschlossen und renoviert. Danach wurde mit dem Umbau für ein Seniorenwohnheim mit dem Namen „Seniorenschlössl Brigittenau“ begonnen, das 2009 eröffnet wurde. 
Es besteht die Möglichkeit, zur Straßenbahnlinie 2 in Richtung Friedrich-Engels-Platz bzw. in Richtung Dornbach und zu den Autobuslinien 5A in Richtung Nestroyplatz bzw. Griegstraße und 37A in Richtung Dänenstraße umzusteigen. Weiters hält hier auch die Nachtbuslinie N29 außerhalb der Betriebszeiten der Straßenbahnlinie 2.